# Slavica Djukićová Dejanovićová
Slavica Djukićová Dejanovićová (srbsky Славица Ђукић Дејановић, Slavica Đukić Dejanović; narozená 4. července 1951 Rača) je srbská politička a psychiatrička, dlouholetá členka Socialistické strany Srbska.
Slavica Đukicová Dejanovićová byla druhou ženou v čele Národního shromáždění Srbska, po Nataši Mićićové, která byla předsedkyní v letech 2001 a 2004, a první v samostatném Srbsku.

## Biografie
Narodila se 4. července 1951 v Rači u Kragujevace, kde chodila do základní a poté i na střední školu. Vystudovala lékařskou fakultu Bělehradské univerzity, kde získala magisterský titul v roce 1983. Postgraduální vzdělání zakončila v roce 1986 (Ph.D.).

## Profesní kariéra
Od roku 1982 pracovala na Lékařské fakultě v Kragujevaci, kde postupně byla odbornou asistentkou psychiatrie, od roku 1992 docentkou a v roce 1996 došlo k jejímu jmenování řádnou profesorkou pro obor psychiatrie.
V letech 1995 až 2001 působila jako ředitelka nemocničního Centra nemocnice v Kragujevaci. Po odvolání z této pozice zůstala v nemocnici jako lékařka. Poté zde pracovala ve funkci přednostky psychiatrické kliniky. Zároveň se stala proděkankou Lékařské fakulty a viceprezidentkou Asociace psychiatrů Srbska. Působila také jako prezidentka Komise pro drogy a členka správní rady lékařského Výzkum v rámci sekce vědy a techniky.

## Politická kariéra
V letech 2008 až 2012 působila jako předsedkyně Národního shromáždění Srbska. Po rezignaci Borise Tadiće 5. dubna 2012 byla do 31. května 2012 prozatímní prezidentkou státu. V letech 2012 až 2014 působila jako ministryně zdravotnictví. Od roku 2016 působí v srbské vládě jako ministryně bez portfeje.